# I've Been in Love Before (Cutting Crew)
I've Been in Love Before is een nummer van de Britse rockband Cutting Crew uit 1986. Het is de tweede single van hun debuutalbum Broadcast.
Deze melancholische ballad is geschreven door Nick Van Eede, leadzanger van Cutting Crew, en was de opvolger van hun wereldhit (I Just) Died in Your Arms, die volgens Van Eede geïnspireerd is op een echte relatie. De eerste twee akkoorden van dit nummer zijn vergelijkbaar met de eerste twee akkoorden van de Cher-hit Believe uit 1998. Dat komt omdat Nick Van Eede de originele demo voor "Believe" co-produceerde.
"I've Been in Love Before" was internationaal een stuk minder succesvol dan de voorganger. Zo behaalde de plaat in het Verenigd Koninkrijk een bescheiden 24e positie. In het Nederlandse taalgebied werden geen hitlijsten gehaald.